# Nils Gustaf Fock
Nils Gustaf Fock, född 30 oktober 1825 i Kyrkefalla församling, Skaraborgs län, död där 29 april 1905, var en svensk godsägare, militär och riksdagsman.
Fock var ryttmästare vid livregementets husarkår 1864–1876. I riksdagen var han ledamot av första kammaren 1877–1900, invald i Skaraborgs läns valkrets.
Nils Fock var son till ryttmästaren Hans Fock, godsherre på Ruders herrgård, och friherrinnan Augusta Silfverschiöld. Nils Fock var en kunnig jordbrukare. Han fick inga söner men två döttrar som gifte in sig i familjen Dyrssen.
Fock är begravd på Tibro gamla kyrkogård.